# Sant'Eufemia d'Aspromonte
Sant'Eufemia d'Aspromonte es un municipio sito en el territorio de la provincia de Reggio Calabria, en Calabria (Italia).

## Demografía
| Gráfica de evolución demográfica de Sant'Eufemia d'Aspromonte entre 1861 y 2001 |
|                                                                                 |
| Fuente ISTAT - elaboración gráfica a cargo de Wikipedia                         |